# Meilenstein (Roda)

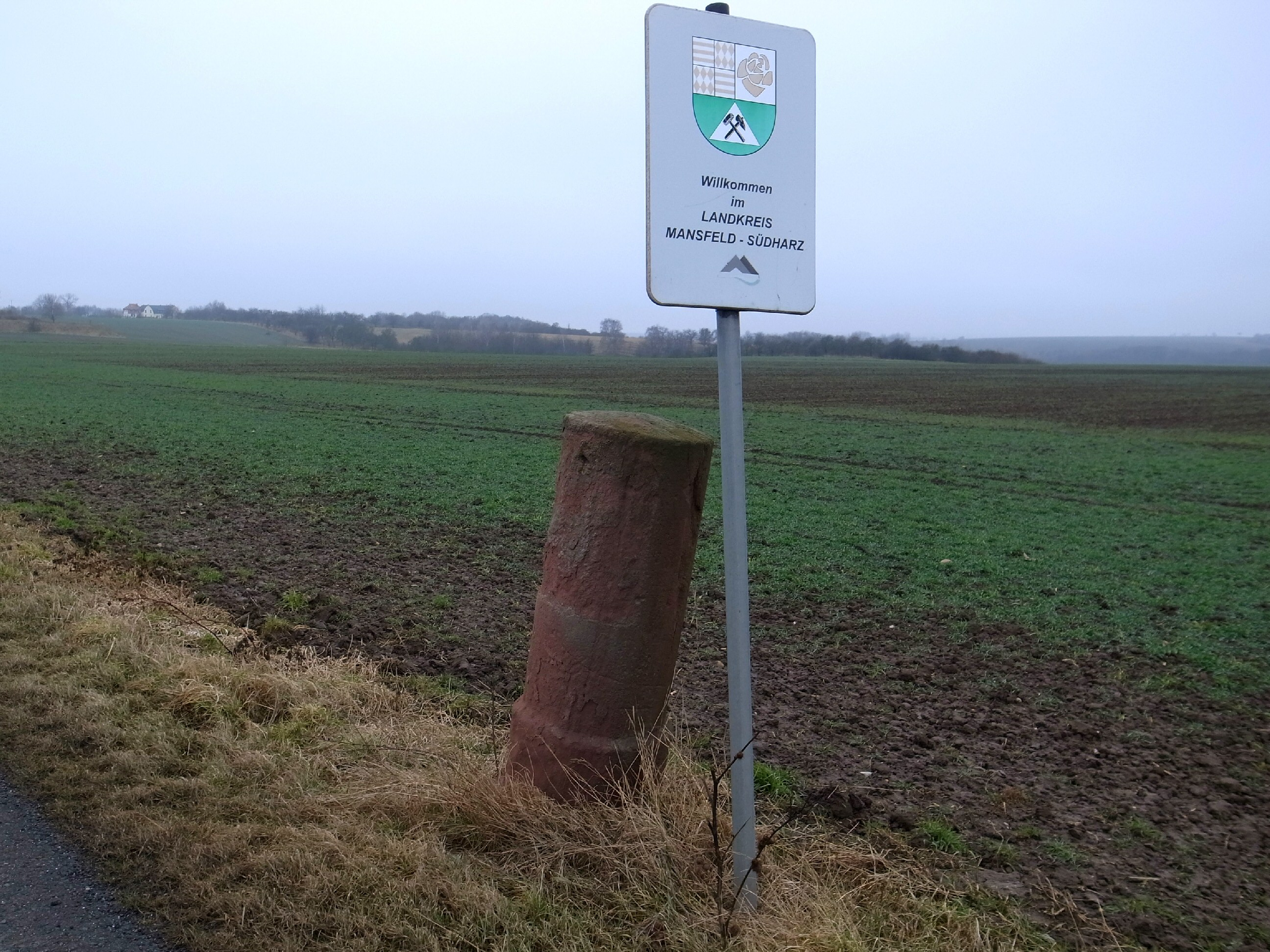
Anhaltischer Meilenstein bei Roda

Der Meilenstein bei Roda ist ein Kleindenkmal in der Stadt Arnstein im Landkreis Mansfeld-Südharz in Sachsen-Anhalt.
Sandersleben befindet sich zwar im Landkreis Mansfeld-Südharz, gehört historisch aber zu Anhalt und daher stehen nördlich der Kleinstadt auch zwei anhaltische Meilensteine. Der westliche befindet sich nahe Freckleben, der östliche nahe Roda. Dieser wurde eventuell verrückt, denn er steht auffälligerweise genau auf der Grenze. Auch wenn zeitweise angenommen wurde, dass der denkmalgeschützte Stein bei Roda bereits im Salzlandkreis (damals noch Landkreis Aschersleben-Staßfurt) steht, so hat man sich doch darauf geeinigt, dass er bereits in den südlich anschließenden Kreis zählt.
Daher steht er auch im Denkmalverzeichnis mit der Erfassungsnummer 094 66026 als Baudenkmal an der Schackenthaler Straße bei Sandersleben. Der Meilenstein wurde im Jahr 1992 umgestürzt vorgefunden, konnte aber wieder aufgestellt werden und erhielt dabei einen eher untypischen quadratischen Sockeluntersatz. Er ist stark verwittert, die ehemaligen Inschriften sind schon in den 1990er Jahren nicht mehr lesbar gewesen. Heute steht der 100 Zentimeter hohe Stein an der westlichen Straßenseite der Landesstraße 72. Beide Fakten lassen es offen, ob er historisch zur L 65 und damit zum Meilenstein bei Bründel oder aber zur Landesstraße 72 und damit zum Meilenstein bei Warmsdorf gehört.